# Venceslas Ier de Luxembourg
Venceslas Ier de Luxembourg, né à Prague le 25 février 1337, mort à Luxembourg le 8 décembre 1383, fut duc de Luxembourg de 1353 à 1383, et duc de Brabant et de Limbourg de 1355 à 1383. Il était fils de Jean l'Aveugle, roi de Bohême et comte de Luxembourg, et de Béatrice de Bourbon.

## Biographie

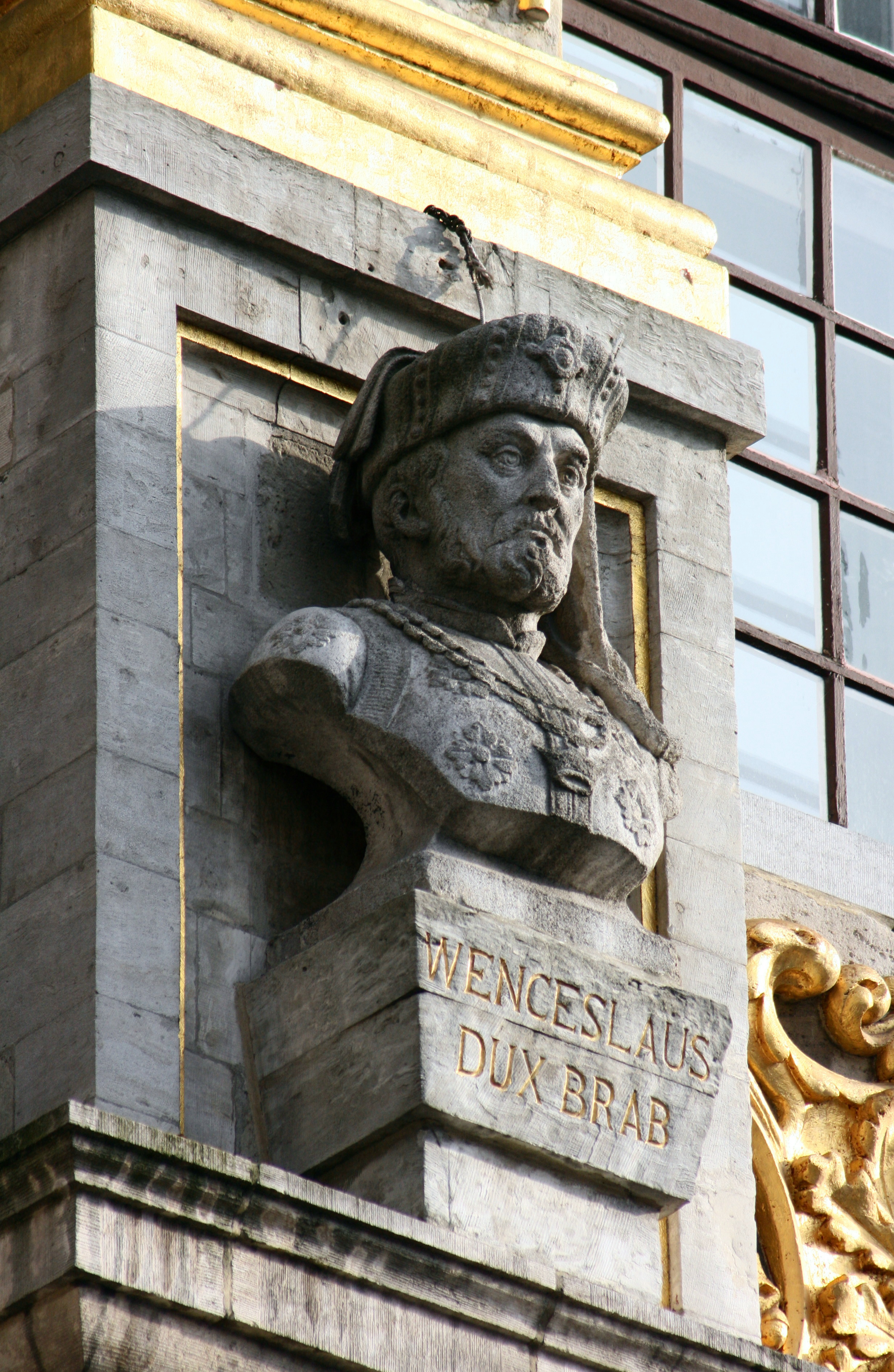
Venceslas Ier de Luxembourg, Maison des Ducs de Brabant, Grand-Place de Bruxelles.

Sa naissance en 1337 à Prague eut lieu dans des circonstances particulières qui pourraient être la première césarienne recensée dans l'histoire où la mère et l'enfant auraient survécu. Il reste l'unique enfant de sa mère Béatrice de Bourbon.
Son demi-frère ainé Charles fut élu empereur germanique et lui confia le comté de Luxembourg en 1352. Deux ans plus tard, le 13 mars 1354, il érigea le Luxembourg en duché.
En 1352, il épousa Jeanne de Brabant (1322 † 1406), fille de Jean III de Brabant, duc de Brabant et de Limbourg, et de Marie d'Évreux. Jeanne devint duchesse de Brabant et de Limbourg au décès de son père en 1355. Afin de garantir l'indivisibilité du duché de Brabant, Venceslas signa la Joyeuse Entrée de 1356, mais dut se battre contre son beau-frère Louis II de Male, comte de Flandre, qui revendiquait sa part de duché.
Il ne put empêcher la brève prise de Bruxelles par les Flamands.
Par la suite, il dut faire face à des troubles intérieurs.
En 1364, il achète le Comté de Chiny à Arnoul de Rumigny.
Lors d'une expédition punitive de Venceslas contre le duché de Juliers, Édouard, duc de Gueldre, vient au secours de l'ennemi (bataille de Baesweiler) et Venceslas, vaincu, est rançonné. Il ne sera libéré que onze mois plus tard, et la pression fiscale pour payer la rançon suscita de nouveaux troubles.
En 1375 le duc Wenceslas et son épouse, la duchesse Jeanne de Brabant, institutionnalisèrent les Lignages de Bruxelles.

## Ascendance

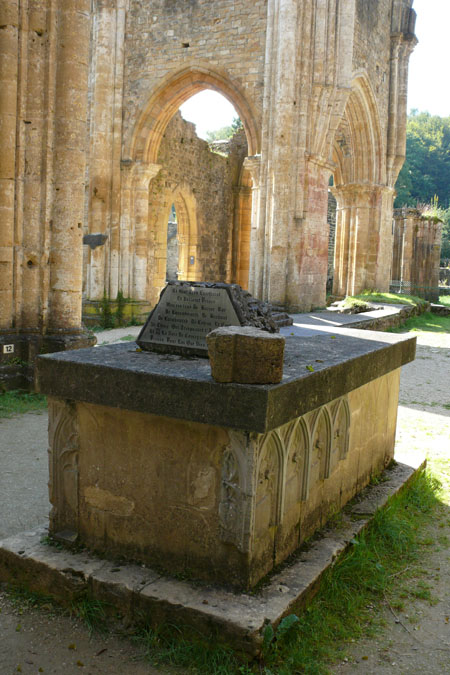
Le sarcophage de Venceslas Ier de Luxembourg dans l'abbaye d'Orval

Différentes sources attribuent jusqu'à quatre fils bâtards à Venceslas I :
- Gilles, seigneur de Latour
- Guillaume
- Jean
- N…, chevalier teutonique (pourrait être identique à Guillaume ou Jean)

Venceslas meurt de la peste à Luxembourg en 1383. Transporté à l'abbaye d'Orval qui à des liens avec la maison de Luxembourg il est inhumé dans un sarcophage qui se trouve encore au centre du chœur de l'ancienne église abbatiale, actuellement en ruines. Jan Knibbe a composé une lamentation sur sa mort.